# Кавине ди Сопра (Перуђа)
Кавине ди Сопра је насеље у Италији у округу Перуђа, региону Умбрија.
Према процени из 2011. у насељу је живело 34 становника. Насеље се налази на надморској висини од 435 м.